# 2023 PW4
2023 PW4 est un  transneptunien considéré comme objet épars, découvert en 2023, de magnitude absolue 6,05 il est encore mal connu, son diamètre est estimé à 233 km.